# Lyman Abbott
Lyman Abbott (Roxbury, Boston, 18 de dezembro de 1835 — Nova Iorque, 22 de outubro de 1922) foi um teólogo congregacionalista, editor, e autor americano.

## Biografia
Lyman Abbott nasceu em Roxbury, Boston, filho do autor prolífico, educador e historiador Jacob Abbott. Lyman Abbott cresceu em Farmington, Maine e depois em Nova Iorque. Os ancestrais de Abbott eram da Inglaterra, que vieram para a América do Norte cerca de vinte anos depois dos primeiros colonos ingleses.
Graduou-se na Universidade de Nova Iorque, em 1853, onde foi membro da Eucleian Society, estudou Direito e foi admitido no Colégio de Advogados em 1856; mas logo abandonou a profissão, e, depois de estudar Teologia com seu tio, John Stevens Cabot Abbott, foi ordenado ministro da Igreja Congregacional em 1860.

## Carreira
Foi pastor da Igreja Congregacional em Terre Haute, Indiana, de 1860 a 1865, e da Igreja da Nova Inglaterra em Nova Iorque, de 1865 a 1869. De 1865 a 1868 foi secretário da Comissão da União Americana (mais tarde chamada de Serviço dos Refugiados, Libertos e das Terras Abandonadas). Em 1869 abandonou o pastorado para dedicar-se à literatura.
Abbott trabalhou diversas vezes na profissão editorial como editor associado da Harper's Magazine, e foi o fundador de uma publicação chamada Illustrated Christian Weekly, que ele editou por seis anos. Foi também coeditor de The Christian Union com Henry Ward Beecher de 1876 a 1881. Abbott mais tarde sucedeu Beecher em 1888 como pastor da igreja de Plymouth, Brooklyn. Escreveu também a biografia oficial de Beecher e editou seus documentos.
A partir de 1881, foi editor-chefe da The Christian Union, rebatizada de The Outlook em 1893; este periódico refletiu seus esforços de uma reforma social, e, em teologia, uma liberalidade, humanitária e quase unitária. Estas últimas características marcaram também seus trabalhos publicados.
As opiniões de Abbott divergiam das de Beecher. Abbott foi um constante defensor da reforma social, e foi um defensor do progressismo de Theodore Roosevelt por quase vinte anos. Viria a adotar uma pronunciada teologia liberal. Foi também foi pronunciado evolucionista cristão. Em dois de seus livros, The Evolution of Christianity e The Theology of an Evolutionist, Abbott aplicou o conceito de evolução em uma perspectiva teológica cristã. Embora se opusesse a ser chamado de defensor do darwinismo, foi um otimista defensor da evolução, que pensava "que Jesus viu, no que a humanidade está se tornando".
Abbott foi uma figura religiosa com certo reconhecimento público e foi convidado em 30 de outubro de 1897, a proferir um discurso em Nova Iorque, por ocasião do funeral do economista, Henry George. Ele finalmente renunciou a seu pastorado em novembro de 1898.
Seu filho, Lawrence Abbott Fraser, acompanhou o presidente Roosevelt em uma excursão da Europa até a África (1909-10). Em 1913, Lyman Abbott foi expulso da American Peace Society, porque a prontidão militar foi vigorosamente defendida na Outlook, que editava, e porque era membro da Liga do Exército e da Marinha. Durante a Primeira Guerra Mundial, foi um forte defensor das políticas de guerra do governo.

## Morte e legado
Lyman Abbott morreu no dia 22 de outubro de 1922 e foi sepultado no Cemitério New Windsor em Cornwall-on-Hudson, Condado de Orange, Nova Iorque.
Os editores da Outlook mantiveram sua rotina normal, publicando sem "se desviar do curso normal da publicação", uma vez que era isso o que seu colega falecido queria. Uma breve homenagem a Abbott apareceu na edição logo após a sua morte, mas a edição de 8 de novembro continha a memória e homenagens oficiais. Quinze páginas daquela edição foram dedicadas a Abbott, e os editores incluíram "várias ensaios longos em homenagem da Abbott feitos por parentes próximos, tributos mais curtos de amigos e colegas do passado, e sinopses de muitas empresas da imprensa norte-americana".
Autores muito diversificados e de destaque que fizeram homenagens a Abbott "demonstraram o alcance e a magnitude da influência de Lyman Abbott dentro da cultura religiosa e intelectual americana durante sua longa carreira". Exemplos proeminentes incluem uma homenagem republicado em 1915 do ex-presidente dos Estados Unidos Theodore Roosevelt e artigos de jornais de prestígio, como o New York Times e o New York Herald. Roosevelt elogiou Abbott por ser "um desses homens cujo trabalho e vida dão força a todos que acreditam neste país ", e o New York Herald lembrou a capacidade da Abbott para "transmitir suas opiniões valiosas para todo o público intelectual". Dr. Henry Sloane Coffin observou posteriormente, em um serviço memorial: "medido pelo número de pessoas que ele atingiu, o Dr. Abbott foi, sem dúvida, o maior mestre de religião desta geração".
A influência duradoura de Abbott e o apelo generalizado são facilmente perceptíveis nas avaliações posteriores de sua vida. Um biógrafo de Abbott, Ira V. Brown, confirmou a importância da Abbott através de "inúmeros depoimentos", e acrescentou que Abbott "atingiu diretamente centenas de milhares de pessoas" através de seu trabalho como "ministro, palestrante, autor e editor". Abbott foi "uma espécie de patriarca nacional" na época de sua morte, e de acordo com Brown, ele era "nada menos do que um oráculo moderno" para milhares de seguidores. Abbott influenciou centenas de ouvintes todas as semanas, em seus sermões na prestigiada igreja Congregacional da avenida Plymouth. Ele também deu palestras em muitas faculdades americanas, publicou vários livros que venderam entre cinco e dez mil exemplares, e editou a Outlook que, no seu auge, vendeu "cerca de 125 mil exemplares por semana". A revista "era uma fonte de notícias de destaque para os ministros protestantes e leigos de todo o Estados Unidos, demonstrando a influência duradoura de Abbott".

## Obras
- Sermons of Henry Ward Beecher (Editor). (2 vols., 1868)
- Jesus of Nazareth (1869)
- Illustrated Commentary on the New Testament (4 vols., 1875)
- A Study in Human Nature (1885)
- Life of Christ (1894)
- The Evolution of Christianity (Lowell Lectures (1896, reeditado por Cambridge University Press, 2009, ISBN 9781108000192)
- The Theology of an Evolutionist (1897)
- Christianity and Social Problems (1897)
- Life and Letters of Paul, (1898)
- The Life that Really is (1899)
- Problems of Life (1900)
- The Rights of Man (1901)
- Henry Ward Beecher (1903)
- The Other Room  (1903)
- The Great Companion(1904; nova edição publicada em setembro de 1906)
- The Christian Ministry (1905)
- The Personality of God (1905)
- Industrial Problems (1905)
- Impressions of a Careless Traveler (1907)
- Christ's Secret of Happiness (1907)
- The Home Builder (1908)
- The Temple (1909)
- The Spirit of Democracy (1910)
- America in the Making (Yale palestras sobre a responsabilidade da cidadania, 1911)
- Letters to Unknown Friends (1913)
- Reminiscences (1915)
- The Twentieth Century Crusade (1918)
- What Christianity Means to Me (1921)

## Leituras adicionais
- Brown, Ira V. Lyman Abbott, Christian Evolutionist: A Study in Religious Liberalism. Cambridge, MA: Harvard University Press, 1953.
- Lagerwey, Caleb. «"Chaplain of Progress: The Role of Progress and Evolution in Lyman Abbott's Justification for American Expansion in 1898-1900."» (PDF) (em inglês). Tese, Calvin College, 2012.
- Reid, Daniel G., et al. Dictionary of Christianity in America. Downers Grove, IL: InterVarsity Press, 1990.
- Wetzel, Benjamin James. "A 'Scourge and Minister': Lyman Abbott, Liberal Protestantism, and American Warfare, 1861-1920" Master’s thesis, Baylor University, 2011. «PDF - Baylor University» (PDF) (em inglês)
- Wetzel, Benjamin James. "Onward Christian Soldiers: Lyman Abbott's Justification of the Spanish-American War." Journal of Church and State 53, no. 3 (verão de 2012): 406-425. «PDF» (PDF) (em inglês)